# Celi Vibenna
Celes o Celi Vibenna (llatí: Cæles o Cælius Vibenna) va ser el cap d'un exèrcit etrusc que va anar suposadament a l'antiga Roma per invitació d'un dels primers reis romans i es va instal·lar amb les seves forces al turó que després s'anomenà Celi. També es deia que fou el fundador de la família Cèlia.
Segons Tàcit això va passar en temps de Tarquini Prisc, i aquesta notícia estaria d'acord amb un passatge mutilat dels Fasti, on es diu també que Caeles i Vibenna eren germans. Però Dionís i Varró diuen que Celi Vibenna va fer cap a Roma en temps de Ròmul per a ajudar-lo en la lluita contra els sabins. Segons les fonts etrusques conservades per l'emperador Claudi, Servi Tul·li era un lloctinent de Celi Vibenna i tots dos dirigien un exèrcit que va patir diverses derrotes. Finalment amb el que en restava de les tropes de Celi, Servi Tul·li es va establir a Roma, al mont Celi, donant-li al turó el nom del seu antic comandant. Servi va arribar a ser rei. És probable que aquests diferents relats es refereixin a dues migracions etrusques a Roma, on Caeles Vibenna es presentava com el líder de les dues.